# Pont Dorian
Le pont Dorian (1903-1958) est un des vingt ponts construit dans la commune de Rive-de-Gier, dans le département de la Loire. Il fut inauguré en le 25 juin 1904. Le pont mesurait 72,22 mètres de longueur et enjambait le Gier et le canal en reliant le faubourg Delay à l’église Saint-Jean. Deux piles de maçonneries supportaient un tablier de fer. Il fut démoli en 1958 puis transformé en carrefour giratoire en 1997.

## Histoire

### Le pont
Trois projets étaient à l'ordre du jour des assemblées municipales en 1894.
- Création d'une rue reliant la rue de Lyon à la gare de Couzon ;
- Création d'un passage reliant la rue des Verchères à la rue Richarme ,
- Couverture du Gier en aval du Pont de la Ville jusqu'à la limite Est de la place de la Liberté.

Le premier projet a été choisi : la liaison devait partir de la maison Pitiot, en face de la rue Combelibert, traversant le canal et le Gier par des ponts métalliques aboutissant à la rue du faubourg Delay, en face de la gare de Couzon.
Le pont Dorian est jugé nécessaire « par une population dont l'importance s'accroît de jour en jour grâce au développement constant donné par les Usines des Étaings »
La nécessité de ce pont se fait aussi par la volonté d'établir une voie de communication entre les deux rives du Gier, notamment dans le quartier de Saint-Jean où il desservait une gare, des usines, une église et une école. 
Le projet est adopté, avec celui du pont des Forges le 7 septembre 1894. Le coût a été porté à 116 000 francs. C'est seulement le 25 juin 1904 que le pont est inauguré, en même temps que le pont de l'Industrie, par le ministre de la Marine Pelletan. Plusieurs noms avaient été proposés, mais c'est le nom Dorian, la rue du même nom, qui a été approuvé par décret du 7 septembre 1903.

### Description
Il est composé de poutres métalliques réalisées par Fives-Lille, avec deux piles en maçonnerie de 2 mètres de largeur implantées dans la rivière. 
Le tablier faisait une  longueur totale de 72 mètres (22 mètres sur le canal, 30 mètres sur le Gier) et d'une largeur de 7 mètres (chaussée de 4,50 mètres). 

## Images

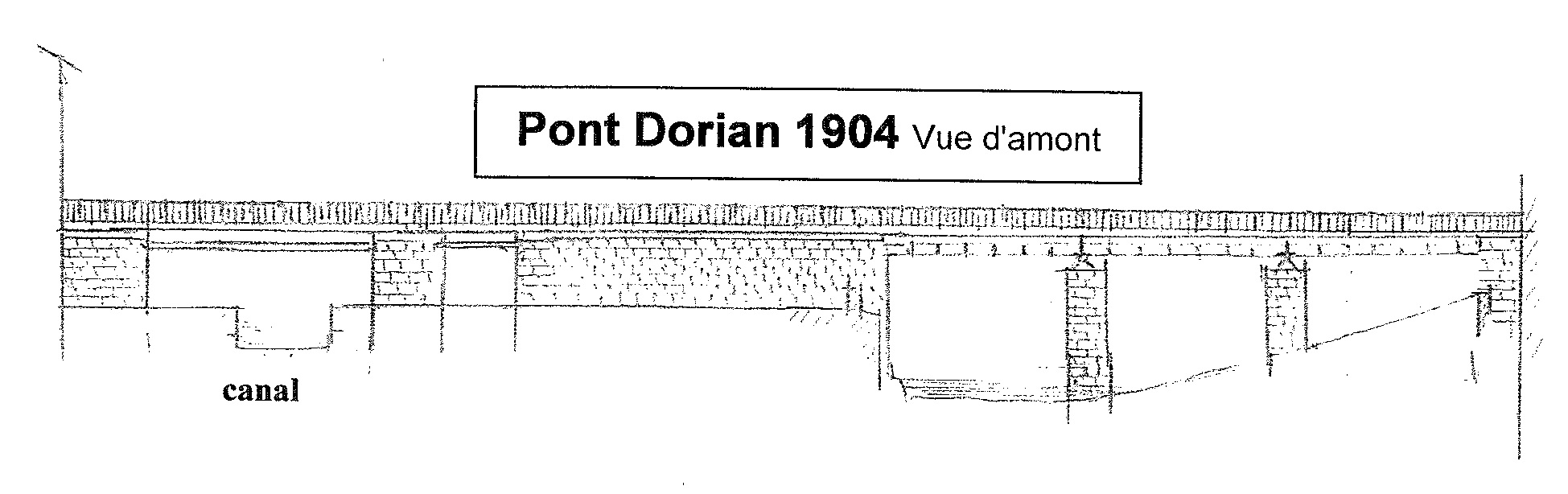
Croquis pont Dorian
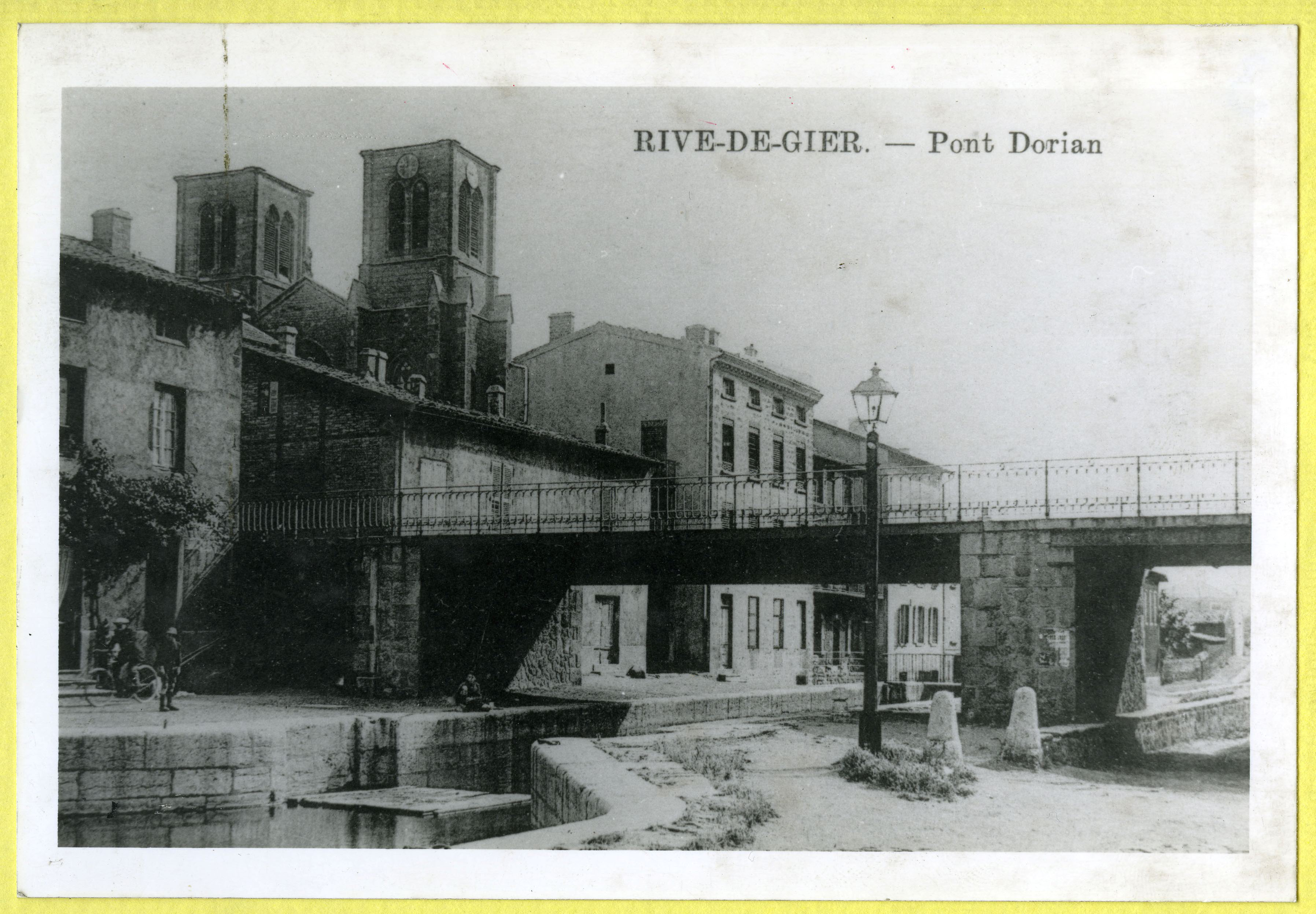
Pont Dorian
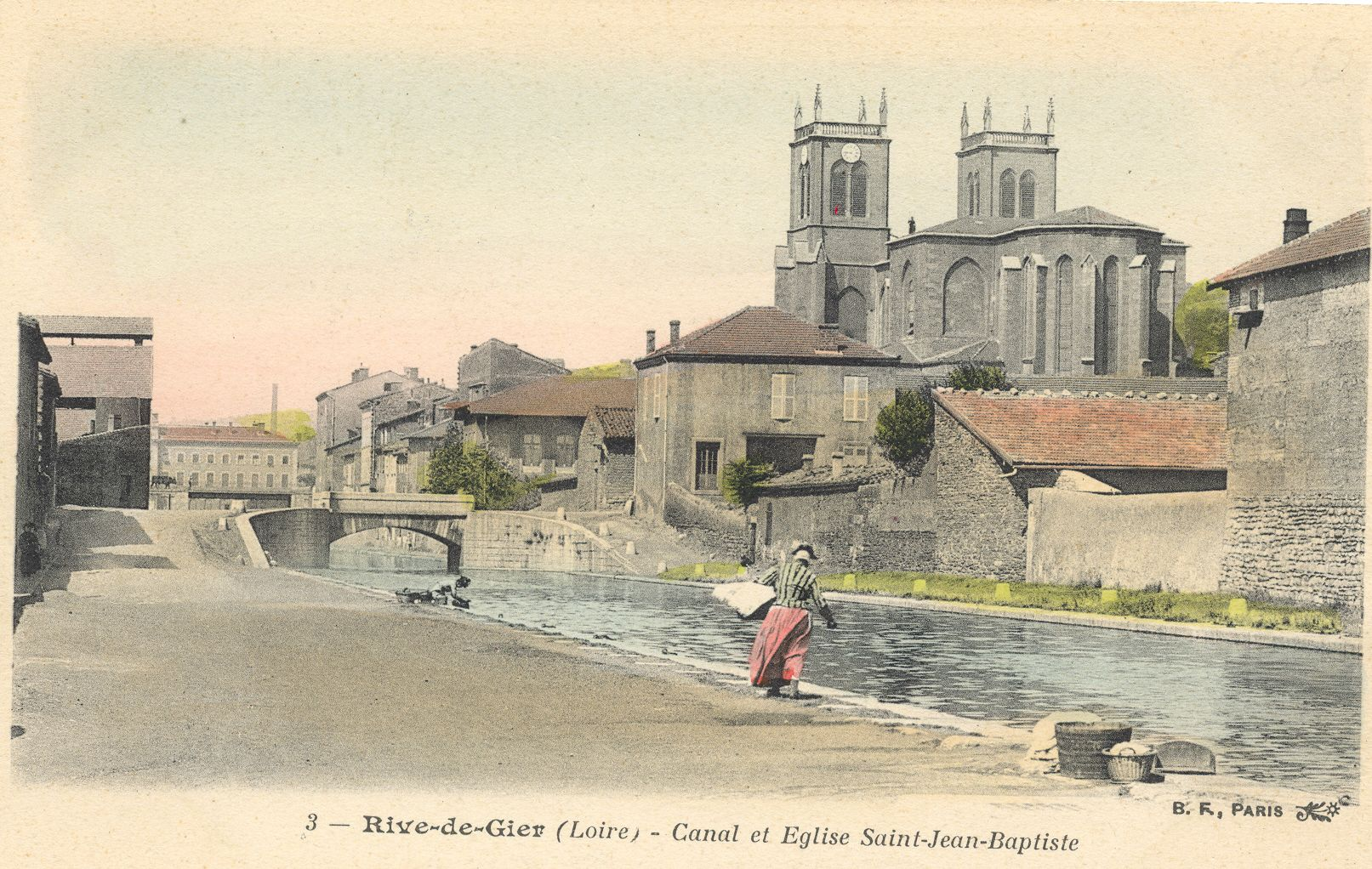
Image ensemble pont Dorian